# Abdul Aziz Abu Bakar

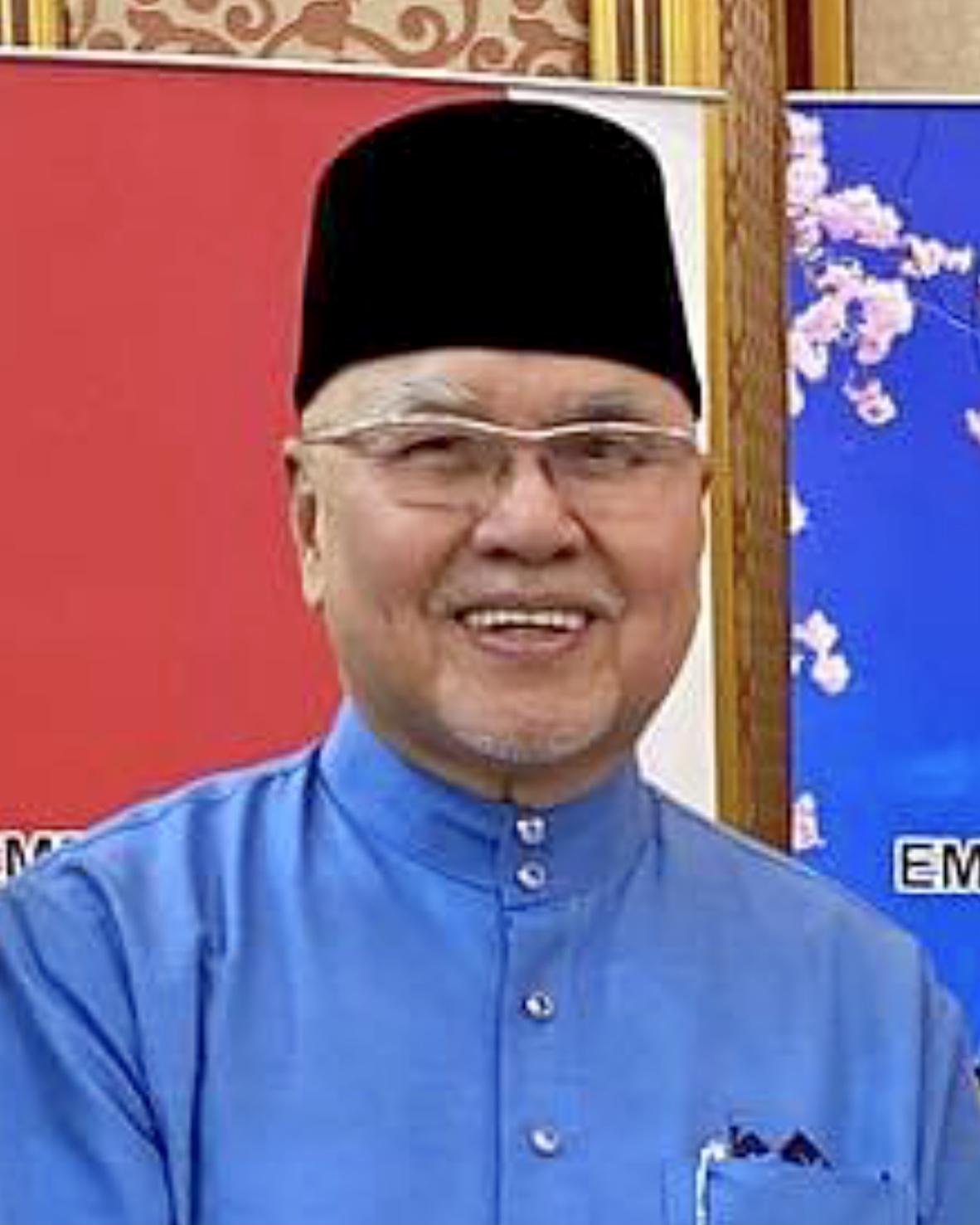
Abdul Aziz Abu Bakar (2023)

Pengiran Anak Abdul Aziz (geb. 23. September 1945, Kampong Kianggeh, Brunei) ist ein Adliger, Prinzgemahl und ehemaliger Polizist in Brunei. Er diente als Controller des Royal Customs and Excise (königlichen Zoll- und Verbrauchsteuern), Mitglied des Royal Succession Council, Mitglied des Royal Council und des Royal Customs and Protocols Department (Jabatan Adat Istiadat Negara). Als königlicher Würdenträger, staatlicher Würdenträger und Mitglied der Räte war er einer der Beteiligten am Konzept für die Namensänderung der Polizei in Royal Brunei Police Force (RBPF, Polis Di-Raja Brunei ڤوليس دراج بروني‎). In seiner Amtszeit als Controller des Royal Customs and Excise bewirkte er auch Änderungen an der Flagge, dem Muster und der Farbe der Uniform der Beamten und Mitarbeiter der Abteilung.

## Leben

### Jugend und Ausbildung
Abdul Aziz wurde am 23. September 1945 in Kampong Kianggeh geboren. Sein Vater war Pengiran Haji Abu Bakar bin Pengiran Umar. Er erhielt seine Schulbildung an der Pekan Brunei Malay School ab 1954, dann an den Schulen Jamalul Alam Malay School, Ahmad Tajuddin Malay School (1956–1958), St. Michael’s School (1958–1959) und Anthony Abell College (1959–1966).

## Karriere
Am 1. Januar 1967 wurde er als Polizeibeamter (Inspektor) eingestellt und diente bis zum 28. November 1971. Am 29. November 1971 wurde er zum stellvertretenden Controller der Royal Customs and Excise of Brunei ernannt und war in dieser Funktion bis 1975 tätig. Ab 1975 Bis zum 31. März 2000 war er oberster Zoll- und Verbrauchsteuerkontrolleur. Vom 20. August 1986 bis zum 1. April 2000 wurde er zum Großkammerherrn (Grand Chamberlain) ernannt und später von Sultan Hassanal Bolkiah zum Leiter des Jabatan Adat Istiadat Negara ernannt (1. April 2000). Am 8. April 2021 wurde Idris Abdul Kahar sein Nachfolger.

## Ehe
Abdul Aziz heiratete Prinzessin Masna Bolkiah. Die erste Zeremonie, Istiadat Berjarum-jarum, wurde am 16. Oktober 1969 im Istana Darul Hana gefeiert. Nach weiteren Zeremonien, dem Istiadat Membuka Gendang Jaga-jaga (23. Oktober), Istiadat Menghantar Pertunangan (24. Oktober), Istidata Berbedak (30. Oktober) und Istiadat Akad Nikah (31. Oktober) zogen sich die Feierlichkeiten mit dem Istiadat Berinai (5. November), Istiadat Bersanding (6. November), Istiadat Muleh Tiga Hari (9. November), bis zum 10. November mit dem Istiadat Pengantin Lelaki und dem Istiadat Menutup Gendang Jaga-jaga.

### Kinder
Das Paar hat 5 Kinder:
- Pengiran Anak Haji Abdul Wadood Bolkiah[6]
- Pengiran Anak Haji Mohammed Al-Mokhtar[7]
- Pengiran Anak Haji Abdul ’Ali Yil-Kabier[8]
- Pengiran Anak Hajah Ameenah Bushral Bulqiah[9]
- Pengiran Anak Haji Abdul Quddus[10]

## Ehrungen

### National
Abdul Aziz wurde der Titel Yang Amat Mulia (Hoheit) Pengiran Lela Cheteria Sahibun Najabah verliehen, sowie die Ehrungen:
- Family Order of Laila Utama (DK I) – Dato Seri Utama (15. Juli 1972)
- Sultan Hassanal Bolkiah Medal (PHBS)
- Pingat Bakti Laila Ikhlas (PBLI)
- Meritorious Service Medal (PJK)
- Long Service Medal (PKL)
- Proclamation of Independence Medal (1997)
- Coronation Medal (1. August 1968)
- Sultan of Brunei Golden Jubilee Medal (5. Oktober 2017)
- Sultan of Brunei Silver Jubilee Medal (5. Oktober 1992)

### Ausländische Ehrungen
- Thailand:
  -  Knight Grand Cross (1. Klasse) des Weißen Elefantenordens
- 50px Selangor:
  -  Sultan Salahuddin Silver Jubilee Medal (3. September 1985)[12]